# Mircea Sântimbreanu
Mircea Sântimbreanu (ur. 7 stycznia 1926 r. w Băița, zm. 19 sierpnia 1999 r. w Bukareszcie) – rumuński pisarz, publicysta, tłumacz, scenarzysta i producent filmowy, uznawany za jednego z najwybitniejszych twórców rumuńskiej literatury dziecięcej.

## Wybrane dzieła
- Cu și fără ghiozdan (1956)
- Extemporale și... alte lucrări scrise (1963)
- Lângă groapa cu furnici (1964)
- Recreația mare (1965) — polskie wydanie: Duża przerwa (1978); przekład Danuta Bieńkowska, Dorota Kurkowska[3]
- 32 de premianți (1980)
- Să stăm de vorbă fără catalog (1980)
- Mama mamuților mahmuri (1980)
- Pescuitul de la A la Z – ghidul pescarului sportiv (1995)
- Să stăm de vorbă fără catalog (2009)

## Filmografia
- Hajducy (1966)
- Waleczni przeciw rzymskim legionom (1967)

## Upamiętnienie
Jego imię noszą dwie szkoły w Rumunii:
- Școala Gimnazială Mircea Sântimbreanu w Bukareszcie[4]
- Școala Gimnazială „Mircea Sântimbreanu” w Bradzie[5]

## Pisownia nazwiska
W książce „Duża przerwa” i w polskich katalogach bibliotecznych pisarz figuruje jako Mircea Sintimbreanu. Taka pisownia nazwiska wynikała z reformy ortografii rumuńskiej z 1953 roku (oraz pominięcia znaku diakrytycznego), polegającej na ogólnej zamianie litery „Â” na „Î” (por. alfabet rumuński). Reforma ta została anulowana w 1993 roku, w związku z czym poprawną pisownią pozostaje pierwotna forma Sântimbreanu.